# Philippe Chalmin
Pour les articles homonymes, voir Chalmin.
Philippe Chalmin, né le 22 octobre 1951, est un historien et économiste libéral français, spécialiste des marchés de matières premières. Il est le fondateur du Cercle Cyclope, qui publie chaque année depuis 1986 un rapport complet sur l'état et les perspectives des marchés mondiaux de matières premières.

## Biographie

### Jeunesse et études
Philippe Chalmin suit des études à l'École des hautes études commerciales de Paris (HEC), dont il est diplômé en 1974. Il obtient l'agrégation d'histoire en 1977, puis devient en 1981 docteur d'État des lettres et sciences humaines de l'université Paris-Sorbonne. Sa thèse s'intitule « L’Émergence d'une firme multinationale au sein de l'économie sucrière mondiale : Tate and Lyle, 1860-1980 ».

### Parcours professionnel
Assistant au groupe de recherches et d'études sur les stratégies agro-alimentaires d'HEC de 1974-1976, il est de 1976 à 1991 successivement assistant, maître-assistant et sous-directeur de laboratoire au Conservatoire national des arts et métiers.
Il est également conseiller économique de la Société française d’assurance-crédit, professeur des universités associé à mi-temps en sciences économiques à l'université Paris-Dauphine de 1994 à 2006, puis professeur des universités titulaire en histoire contemporaine depuis 2006 et directeur du DESS puis master 212 en affaires internationales depuis 1999.
Il est aussi Conseiller du commerce extérieur de la France (1993), conseiller économique du groupe Euler jusqu'en 2003, membre du Conseil de prospective européenne et internationale pour l'agriculture et l'alimentation (2003), consultant de la Banque mondiale, et membre du Conseil d'analyse économique auprès du Premier ministre (2006).
Spécialiste du marché des matières premières, il les considère comme une « malédiction », reprenant l'exemple de la maladie hollandaise. Il coordonne chaque année la publication du rapport Cyclope (Cycles et orientations des produits et des échanges) sur les marchés mondiaux. Ce rapport publie chaque année un rapport complet sur l'état et les perspectives des marchés mondiaux de matières premières. Philippe Chalmin est également le fondateur et l'animateur depuis 2000 du Club Ulysse, l'un des principaux clubs d'économistes français.
Chroniqueur, il intervient dans l'émission Y'a pas que le CAC sur I-Télé face à Bernard Maris, mais aussi sur France Musique, et signe de nombreuses chroniques dans la presse (Le Monde, La Croix, Le Nouvel Économiste).
Depuis juillet 2010, il est président de l’observatoire de la formation des prix et des marges des produits alimentaires, commission administrative à caractère consultatif.

### Positionnements politiques
En 2011, il est candidat aux élections sénatoriales dans les Hauts-de-Seine sur la liste MoDem conduite par Denis Badré, mais échoue à être élu.
Lors de l'élection présidentielle de 2012, il signe avec dix-huit autres économistes un appel pour voter pour Nicolas Sarkozy au second tour.
Lors de l'élection présidentielle de 2017, il travaille, avec deux autres confrères,  sur le programme de François Fillon.

### Décorations
- Officier de la Légion d'honneur[9]
- Chevalier de l'ordre national du Mérite
- Chevalier de l'ordre du Mérite agricole (2007)[10]

### Distinction
- Médaille d'or de l'Académie d'agriculture

## Publications
Philippe Chalmin est l'auteur ou le directeur d'une quarantaine d'ouvrages dont :
- Crises 1929, 1974, 2008 : histoire et espérances, éditions François Bourin, 2013, 96 p.  (ISBN 978-2-84941-373-9)
- Demain, j'ai 60 ans : journal, 2010-2011, Bourin, 2011, 422 p.  (ISBN 978-2-8494-1282-4)
- Le siècle de Jules, Bourin, 2010, 119 p.  (ISBN 978-2-84941-143-8)
- Le monde a faim, Bourin, 2009, 137 p.  (ISBN 978-2-84941-111-7)
- Le poivre et l'or noir : l'extraordinaire épopée des matières premières, Bourin, 2007, 138 p.  (ISBN 978-2-84941-074-5). Réédité chez le même éditeur en 2008 sous le titre Des épices à l'or noir  (ISBN 978-2-84941-102-5)
- Le marché : éloge et réfutations, Economica, 2000, 59 p.  (ISBN 2-7178-4097-4)
- La mondialisation a-t-elle une âme ?, Economica, 1998, 194 p.  (ISBN 2-7178-3769-8)
- Matières premières et commodités, Economica, 1990, ainsi que tous les rapports Cyclope